# Trichotheca flavinotata
Trichotheca flavinotata es una especie de insecto coleóptero de la familia Chrysomelidae.
Fue descrita científicamente en 1981 por Tan in Tan & Wang.